# 黄文军
黄文军（1977年6月—2020年2月23日），男，汉族，湖北武汉人，中共党员，硕士学位。湖北省孝感市中心医院呼吸内科副主任医师。在抗击新型冠状病毒疫情中染病去世，享年42岁。

## 生平
2001年6月毕业于武汉大学医学部五年制临床医学专业，2001年至2020年在孝感市中心医院呼吸科工作。2004-2005年在华中科技大学同济医院进修学习一年，2006年12月被聘为主治医师，2012年被聘为副主任医师。在2020年新型冠状病毒疫情期间染病，于2020年2月23日19时30分抢救无效去世，享年42岁。武汉大学对其去世表示沉重哀悼。
黄文军曾在1月24日写下战书，“苟利国家生死以，岂因祸福避趋之，我申请去隔离病房，共赴国难，听从组织安排！”。
2020年3月被国家卫生健康委员会、人力资源和社会保障部、国家中医药管理局追授为“全国卫生健康系统新冠肺炎疫情防控工作先进个人”。
2020年4月，湖北省人民政府评定黄文军等14名在新冠肺炎疫情防控一线染病去世的人员为首批烈士。